# Cristian Bădiliță
Cristian Bădiliță (n. 27 martie 1968, Săveni, Botoșani) este un teolog, eseist, traducător și poet român contemporan.

## Biografie
S-a născut în orașul Săveni, județul Botoșani, unde a locuit până la vârsta de 14 ani. Apoi s-a stabilit la Botoșani, urmând liceul August Treboniu Laurian, secția matematică-fizică. A debutat în revista Ateneu, suplimentul Caiete botoșănene, cu poeme, în 1984. Al doilea debut, tot cu poezie, a avut loc în revista ieșeană Cronica, în 1986. După experiența traumatizantă a serviciului militar, relatată în Nodul gordian, a urmat doi ani cursurile Facultății de Litere a Universității din București, secția română-franceză, avându-i ca mentori pe Cornel Mihai Ionescu, Florea Fugaru, Ioan Pânzaru și Pan M. Vizirescu, ultimul supraviețuitor de marcă al revistei Gândirea. Din 1990 s-a transferat la secția de limbi clasice, unde-l va întâlni pe profesorul Petru Creția. Prietenia lor se va concretiza într-o școală de vară la Ipotești și într-un volum despre Apocalipsa lui Ioan. 
În 1991-1992 a studiat teologia la Seminario Conciliar din Madrid, unde l-a avut ca profesor pe patrologul Juan Ayan Calvo și pe fenomenologul religiei Juan Martin Velasco, a cărui Introducere în fenomenologia religiei a tradus-o și publicat-o în limba română. A predat limbă și literatură greacă veche la Universitatea din Timișoara. 
Între 1995-2012 a locuit în Franța. Este doctor în istoria creștinismului antic al Universității Paris IV Sorbona cu teza Les métamorphoses de l’Antichrist chez les Pères de l’Eglise, calificativul summa cum laude. Lucrarea a primit premiul Solomon Reinach al Asociației Eleniștilor din Franța. În Occident s-a specializat în literatura patristică greacă și latină, făcând parte și din grupul de traducători ai „Bibliei de la Alexandria” sub coordonarea lui Marguerite Harl. 
În 2001 a început o colaborare cu New Europe College din București, organizând două colocvii internaționale despre Ioan Casian și despre actualitatea Părinților Bisericii. A organizat un al treilea colocviu internațional, despre patristică și ecumenism, în cadrul Universității din Constanța. Cele trei volume, ca și teza de doctorat, au apărut la editura pariziană Beauchesne. Tot în cadrul Colegiului Noua Europă a coordonat, din 2003 până în 2011, împreună cu Francisca Băltăceanu și Monica Broșteanu, traducerea comentată a Septuagintei, proiect publicat în colaborare cu editura Polirom și Fundația Anonimul. A coordonat prima editare științifică a scrierilor lui Nicolae Steinhardt, apărute la editura Humanitas.
A fost fellow al Institutului de cultură din Trento și al Wissenschaftskolleg zu Berlin. Pe 22 decembrie 2009 a lansat revista electronică OGLINDANET. În luna mai 2011 a devenit membru fondator al Asociației Culturale OGLINDANET. 

### Controverse și scandaluri
În ciuda bogatei sale activități literare și științifice, Cristian Bădiliță a fost implicat în mai multe scandaluri generate de afirmațiile lui la adresa Bisericii Ortodoxe Române. Într-un articol din anul 2008 apărut pe site-ul greco-catolica.org, Bădiliță afirmă următoarele: Unitatea Bisericii lui Cristos este un dat care nu poate fi contestat de nimeni, cu atât mai puțin de actualele scrâșniri legionaro-haiducești din cadrul BOR. Din punct de vedere teologic, Biserica este una sau nu este deloc. Pentru a elucida deosebirile dintre confesiunile creștine actuale, cea mai buna (dacă nu singura) soluție este analiza istorică a faptelor și interpretarea lor în afara oricărei grile reductionist-polemice. Nu mă interesează „opinia” personală a lui X,Y,Z, „teologi improvizați” pe baricadele unui ortodoxism naționalist fara nici o legatură cu Evanghelia lui Cristos (...) „teologii” ortodoxiști de azi par a fixa începutul creștinismului nu în Isus Cristos, ci în perioada constantiniană, atunci când apare formularea unui  Crez integrator, o mărturisire dezvoltată de credință; creștinismul însă a existat și până la 325 cu sau fără voia „teologilor” respectivi (...) marea problemă/carență a criticilor ortodoxiști este necinstea la nivel moral și intelectual; dacă s-ar informa corect ar vedea că toate „criticile” pe care ei le aduc astăzi, în anul de grație 2008, Bisericii Catolice, au făcut, de foarte multă vreme, obiectul autocriticilor asumate, la nivelul cel mai înalt, de Biserica Catolică. Această atitudine, autocritică, ar trebui imitată de ortodoxie, care se complace într-o submediocritate autosuficientă strigatoare la cer (...) Ortodocșii sunt obsedați, în sens patologic, de catolicism, în vreme ce catolicii își văd de ale lui Cristos (sau măcar încearcă să nu fie „obsedați” decât de ale lui Cristos). Cert este că unde există atata ură, atâta vulgarite, atâta necuviință și necinste nu poate exista și trăire adevărată în Cristos (...).  Aceste afirmații controversate au fost interpretate de către unii cititori ai articolului ca un atac violent la adresa ortodoxiei. Principalii săi critici de la acel moment au fost eseistul Mircea Platon și scriitorul Răzvan Codrescu, ambii având convingeri conservatoare. De exemplu, Platon a spus: Dacă dl Bădiliță voia doar să-i înjure pe ortodocșii neînregimentați “ecumenic” nu cred că avea nevoie să-și ia doctoratul la Sorbona, putea rămâne și mai aproape de matcă. Nu înțeleg cum poate fi dl Bădiliță un avocat credibil al “unirii” cu Roma de vreme ce nici măcar nu cunoaște istoria și dogmele bisericii cu care ne vrea “uniți” (...), în timp ce Codrescu a afirmat: Constat că domnul Bădiliță și-a pierdut pînă și grația cu care bătea cîmpii în urmă cu un număr de ani, acum ajungînd să-i bată greoi și împiedicat, ca într-un fel de balet cu ursul (mai tipic pentru un botoșănean decît pentru un sorbonnard). Tot mai singur și mai ulcerat, nemaireușind să țină pasul cu propria-i imagine despre sine, uimește în ultimele articole de gazetă, mai mult chiar decît prin reaua-credință, prin inepțiile teologice colportate cu aer savant, trădîndu-și astfel, în furia oarbă a polemicii, impostura de fond în materie de creștinism, pentru că ori n-a citit de fapt sursele pe care le invocă, ori le-a citit neatent sau pe sărite, ori are pur și simplu darul de a nu înțelege mai nimic din ce citește. În pofida aparențelor, filologul din el n-a fost niciodată dublat de un teolog pe măsură, ci doar de un eseist filozofant certat cu dreapta credință, de un gnosticism eclectic și resentimentar și de o laxitate morală vecină cu mojicia (...) 
În anul 2011, Cristian Bădiliță a făcut publică scrisoarea sa adresată episcopului greco-catolic Virgil Bercea de la Oradea prin care îi cerea acestuia să fie primit în comunitatea păstorită de el și afirma că părăsește Biserica Ortodoxă Română. La începutul scrisorii, Bădiliță afirmă: În 1991 am recunoscut oficial, prin semnătură, la parohia romano-catolică din Botoșani, autoritatea Papei, fără să renunț vreo clipă la tainele, tradiția sau ritualul ortodoxiei. Ar fi fost inutil, stupid și neloial. Am crezut că prezența mea în BOR va mișca lucrurile spre normalitate, dar acum sunt convins că acest lucru nu se va produce. Motivele principale invocate de Bădiliță pentru luarea acestei decizii sunt: Mundanizarea instituției BOR, politizarea ei pănă-n măduvă, îndepărtarea de mesajul evangheliei și a vieții creștine adevărate, menținerea unei atmosfere de ură și primitivism confesional m-au determinat să iau această hotărâre cât se poate de firească. Criticile sale la adresa instituției Bisericii Ortodoxe Române au stârnit reacții negative în mediul online.  Printre criticii săi s-a numărat și Claudiu Târziu. 
În anul 2015, Cristian Bădiliță a intrat într-un nou scandal după publicarea unui scurt articol cu titlul Talibanizarea orașelor din Romănia trebuie să înceteze. La începutul articolului, acesta afirmă următoarele: De ani și ani de zile orașele din Romania trăiesc un fenomen întâlnit doar în țările musulmane: agresiunea sonoră din partea bisericilor ortodoxe. Aproape fiecare biserică ortodoxă din spațiul citadin românesc dispune de o stație de amplificare, iar slujbele sunt transmise SISTEMATIC pe sute, uneori mii de metri distanță în afara lacașului de cult. Acest lucru este inadmisibil într-o țară membră a Uniunii Europene. Bisericile sunt lăcașuri de cult rezervate credincioșilor; spațiul public este rezervat tuturor locuitorilor unui oraș; a transmite o slujbă religioasă în spațiul comunitar reprezintă o flagrantă încălcare a libertăților cetățenești; nimeni dintre noi nu este obligat să asculte o slujbă creștină pe stradă sau în propria locuință, asa cum, din pacate, se întampla în România. Afirmațiile sale au stârnit reacția mai multor clerici ortodocși, în frunte cu Arhiepiscopul Calinic Botoșăneanul, pe atunci arhiepiscop-vicar al Arhiepiscopiei Iașilor. În replică, arhiepiscopul a scris un alt articol ce se găsește pe site-ul doxologia.ro și începe astfel: Am citit un articol intitulat „Talibanizarea orașelor din România trebuie să înceteze”, semnat de Cristian Bădiliță, „scriitor, teolog, doctor al Universității Paris IV Sorbona”, în care amenință „Sinodul Bisericii Ortodoxe Române și pe fiecare preot în parte” că, dacă nu vor lua măsuri imediate pentru eliminarea sonorizării slujbelor care „sunt transmise pe sute, uneori mii de metri distanță în afara lăcașului de cult”, „se va adresa instituțiilor europene abilitate, care vor ști să aplice, și de această dată, legea în România”. Dureros este faptul că amenințarea vine, din păcate, din partea unui „teolog”. Dar, așa cum spun părinții Bisericii: „teolog este cel care se roagă, nu cel care studiază teologie”. În continuare, arhiepiscopul afirmă: După cum se știe, sonorizarea slujbelor, de care se face atât de mult caz, nu este „un fenomen întâlnit doar în țările musulmane”, cu atât mai puțin un „fenomen talibanic”, „o lipsă de bun simț la adresa concitadinilor” sau „o profanare a propriei religii”, cum îi place domnului „teolog” greco-catolic să spună. Ea se întâlnește în toate țările și la toate cultele, fie catolici, greco-catolici, protestanți sau neoprotestanți. Dacă există mijloace tehnice moderne, care înlesnesc comunicarea cu toți cei prezenți la o slujbă, așa cum sunt aceste stații de amplificare, Biserica trebuie să le utilizeze, acolo unde este cazul (...) Cum s-ar adresa Sfântul Părinte zecilor de mii de credincioși, „Urbi et orbi”, din Piața Sfântului Petru, dacă nu ar avea sonorizare?! Am dat doar un exemplu din viața Bisericii din care dânsul face parte deoarece, după cum se știe, din anul 2012, domnul „teolog” este fiul Bisericii greco-catolice, sub jurisdicția episcopului greco-catolic de Oradea, Virgil Bercea, nepot al cardinalului Todea. Sigur, credințele se pot schimba ușor, caracterul omului, mai greu. Trebuie cumva să înțelegem că misele papale oficiate în aer liber de Sfântul Părinte pot fi sonorizate, iar cele săvârșite de părinții Bisericii Ortodoxe, nu?! S-a „talibanizat” oare Săveniul natal cu bisericile sale sonorizate până într-atât, încât să-l agreseze pe înțeleptul locului, până hăt departe, în Orașul luminilor, unde își face veacul?! 
În anul 2021, într-un interviu acordat publicației Weekend Adevărul, Cristian Bădiliță a făcut o serie de afirmații controversate la adresa islamului și a ortodoxiei. După ce a spus că Islamul a fost de la bun început un proiect politic, Bădiliță a afirmat: Pe de altă parte, nu pot omite faptul că există o notă comună între ortodoxie și islam. Nu de ordin dogmatic, firește, ci de ordin comportamental, psihologic. Există trăsături comune: formalism, ritualism triumfal, anistorism, gregaritate, amalgamare a religiei și politicului, devalorizarea liberului arbitru și a libertății individuale. Când i s-a pus întrebarea Papa Francisc impresionează constant prin simplitate, naturalețe și empatie. Ar trebui să împrumute și mai-marii Bisericii Ortodoxe Române din trăsăturile sale?, Bădiliță a răspuns: Sincer, nu mă interesează deloc mai-marii Bisericii Ortodoxe Române. Papa Francisc e un creștin adevărat. Personal, îl prețuiesc și îl recunosc ca urmaș al apostolului Petru. Atât. Toți creștinii, inclusiv mai-marii BOR, au un model, Iisus, și un ghid, Noul Testament. Nu trebuie să privească neapărat la Papă, ci la Iisus și la apostoli.  În urma interviului au apărut multe reacții negative în mediul online.

## Opera

### Publicații
- Cronica timpului verde. Un roman epistolar al Unchiului Serenus (Presa Universitară Clujeană, 2025);
- Dumnezeu este dorul dintre două liturghii (Doxologia, București, 2024);
- Trandafirul de la Eleusis. Povestiri pariziene ale Unchiului Serenus (Presa Universitară Clujeană, 2024);
- Imblânzitorul de licurici. Noi romane ale Unchiului Serenus (Vremea, București, 2023);
- Dumnezeul inimii mele. Miride din prescura Cuvântului pentru tot sufletul iubitor de Frumos (Doxologia, București, 2022);
- Ce înseamnă să fii om (Vremea, București, 2022);
- Plotin, un mistic păgân (Vremea, București, 2021);
- Sfinți pagâni, iudei și creștini. Biografiile spirituale din Antichitatea târzie (Litera, București, 2021);
- Jurnalul regăsirii. Nodul gordian. Tentația mizantropiei. Singurătatea păsării migratoare. Godul nordian (Vremea, București, 2020);
- Iluminișuri. Despre martiri, katechoni, erezii ... 10 studii patristice (Vremea, București, 2020);
- Un pateric al anarhismului creștin de dreapta (Vremea, București, 2020);
- Adulmecări. Jurnal din Groape 2015-2018 (Libris Editorial, 2019);
- Geniul Greco-Catolic românesc, Cristian Bădiliță și Laura Stanciu, cu prefața lui Ioan-Aurel Pop (Vremea, București, 2019);
- Poetul și procuratura. Procesul lui Baudelaire și cele 13 poeme inculpate (Tracus Arte, București, 2017);
- Dezvățături (Tracus Arte, București, 2016);
- Îngerul de pe autostradă și alte romane ale unchiului Serenus (Vremea, București, 2016, 2023);
- Copilăria lui Isus, povestită de Cristian Bădiliță, plecînd de la cele mai vechi texte ale tradiției creștine, Ilustrații de Malvine Mocenco (Tracus Arte, București, 2015)
- Teme, personaje, sărbători creștine și tradiționale românești. Un ghid pentru credincioșii din secolul XXI (Vremea, București, 2014);
- Cu praștia după îngeri (Vremea, București, 2014);
- Fructele Absenței. Surâsuri și exorcizări (Vremea, București, 2012); ed. a II-a, revăzută, Vremea, 2021;
- Patristique et oecuménisme. Thèmes, contextes, personnages (Beauchesne, Paris, 2010);
- Asceză și copilărie - Văzutele și nevăzutele la vârsta copilăriei ascetice (Curtea Veche, București, 2010); ed. a II-a, Presa Universitară Clujeană, 2023;
- Godul nordian - însemnări din clandestinitate (Galaxia Gutenberg, Târgu Lăpuș, 2009);
- Orthodoxie versus Ortodoxie. O (psih)analiză a situației actuale (Curtea Veche, București, 2009; ediția a II-a, Tracus Arte, 2016; ediția a III-a, Vremea, 2024;
- Știință, dragoste, credință - Convorbiri cu patrologi europeni (Curtea Veche, București, 2008); ed. a II-a, revăzută, Vremea, 2021;
- Glafire. Nouă studii biblice și patristice (Polirom, Iași, 2008); ediția a II-a, Litera, 2021;
- Dumnezeu de la Mancha doarme cu tâmpla crăpată pe umărul meu (Curtea Veche, București, 2008);
- Singurătatea păsării migratoare (eseuri) (Curtea Veche, București, 2007);
- Degetul pe rană și alte dezintoxicări antipolitice (Curtea Veche, București, 2006);
- Les metamorphoses de l'Antichrist chez les Pères de l'Église (Ie-V⁸e siècles) (Beauchesne, Paris, 2005); trad. în română de Teodora Ioniță (Polirom, Iași, 2006);
- Nașterea și copilăria lui Isus, povestită în cuvinte de Cristian Bădiliță și în imagini de Done Stan (Curtea Veche, București, 2005);
- Văzutele și nevăzutele (eseuri) (Curtea Veche, București, 2004);
- Știință dragoste credință. Pe viu despre părinții bisericii, coord. de Cristian Bădiliță; convorbiri cu: Andrei Pleșu, Monique Alexandre, Marguerite Harl, Enrico Norelli, Juan José Ayán Calvo, Attila Jakab, Alain le Boulluec, Giovanni Filoramo, Jean-Noël Guinot, Lucian Turcescu, I. P.S. Nicolae Corneanu, Ysabel de Andia, Marie-Hélène Congourdeau, Marius David Cruceru; Ed. Humanitas, 2003;
- Manual de anticristologie. Studii, dosar biblic, traduceri și comentarii (Polirom, 2002; ediția a II-a, Vremea, București, 2011);
- Platonopolis sau Împăcarea cu filozofia (studii de patristică și filozofie) (Polirom, Iași, 1999); ediția a II- Curtea Veche, București, 2007);
- Tentația mizantropiei. Stromate (jurnal) (Polirom, 1999; ediția a II-a, Curtea Veche, București, 2006);
- Călugărul și moartea. Eseu despre imaginea și faptul morții în monahismul egiptean (studiu de patrologie) (Polirom, Iași, 1998; ed. a II-a, revăzută, Vremea, 2014;
- Nodul gordian (jurnal și eseuri) (Humanitas, 1997, ed. a III-a, Curtea Veche, București, 2004);
- Sacru și melancolie (eseu) (Amarcord, 1997; ed. a II-a, Dacia, Cluj, 2007);

### Poezii
- Poezia (1984-2012) (Brumar, Timișoara, 2022);
- Simplitatea iubirii: poeme de nerămas bun (Brumar, București, 2021);
- Siesta cu poetul - Boa. Poemele erotice ale unchiului Serenus (Vremea, București, 2019);
- Cântarea necântărilor (Libris Editorial, 2019);
- Străpungerări (Tracus Arte, București, 2017);
- Balade, ofuri și romanțe (Vremea, București, 2014);
- Harababura. Carte pentru cei ce știu să recite-un poeziu (Cărțile Tango, 2014);
- Genialogii (Vremea, București, 2013);
- Fată frumoasă. Poeme de dragoste și amor (Grinta, 2012; ediția a III-a, adăugită, Vremea, București, 2013);
- Jucați-vă mai des cu focul (Grinta, Cluj, 2011);
- Zimți. Scrisori apocrife ale lui Archibald de la Cruz (Limes, Cluj, 2011);
- Serafita. Concert pentru harfă și ghilotină (Galaxia Gutenberg, Târgu Lăpuș, 2010);
- Cartea micilor erezii (Galaxia Gutenberg, Târgu Lăpuș, 2010);
- Calendar poeticesc (Liternet, 2009; reedit. Grinta, Cluj, 2011);
- Clepsidra cu miere și cenușă (Dumnezeu de la Mancha doarme cu tâmpla crăpată pe umărul meu) (Curtea Veche, București, 2008);
- Poeme pentru păsări și extratereștri (Curtea Veche, București, 2007);
- Apocalips de buzunar (Curtea Veche, București, 2005);
- Duminica lui Arcimboldo (Brumar, Timișoara, 2004);
- Regele cu o harfă în mâini (Vinea, 2000; ed. a II-a, Curtea  Veche, București, 2006;

### Ediții și antologii
- Et in Golania ego - 30 de ani de la manifestația maraton din Piața Universității 1990 (Vremea, București, 2020);
- Viziunile lui Parpangel sau Țiganiada de Ioan-Budai Deleanu în viziunea modernizată a lui Cristian Bădiliță și comentariul grafic al lui Marian Zidaru (Vremea, București, 2018);
- Ion Budai-Deleanu, Țiganiada sau Tabăra țiganilor - versiune modernizată și ediție de Cristian Bădiliță (Tracus Arte, București, 2018);
- Vintilă Horia, Jurnal de sfârșit de ciclu (ediție îngrijită de Cristian Bădiliță și Claudia Drăgănoiu; prefață de Cristian Bădiliță (Vremea, București, 2017);
- Mircea Eliade, Jurnal: Pagini regăsite 9 octombrie 1959 - 3 mai 1962 (Tracus Arte, București, 2017);
- În căutarea „omului total”. Moștenirea literară și spirituală a lui Vintilă Horia - volum coordonat de Cristian Bădiliță și Basarab Nicolescu (Vremea, București, 2016);
- Jucați-vă mai des cu focul (antologie alcătuită și prefațată de Alex. Ștefănescu) (Grinta, Cluj, 2012);
- Și cerul s-a umplut de sfinți...  - Martiriul în Antichitatea creștină și în secolul XX. Actele colocviului internațional. Sighet, 2-5 iunie 2011 (Curtea Veche, București, 2012) - în colaborare cu Emanuel Conțac;
- Biserici, secte, erezii ? Dialoguri fără prejudecăți despre marile tradiții creștine (Vremea, București, 2011) - în colaborare cu Otniel Vereș;
- Les Pères de l’Église dans le monde d’aujourd’hui (Beauchesne, Paris, 2006) - în colaborare cu Charles Kannengiesser etc.
- Sfântul Grigore de Nyssa - Viața Sfintei Macrina (Anastasia, București, 2004);
- Jean Cassien entre l’Orient et l’Occident (avec Attila Jakab) (Beauchesne, Paris/Polirom, Iași, 2003) - în colaborare cu Attila Jakab;
- Nostalgia Europei. Volum în onoarea lui Al. Paleologu (în colaborare cu Tudorel Urian)  (Polirom, Iași, 2003) - în colaborare cu Tudorel Urian;
- Despre iubirea absolută. Comentariu la Prima Epistolă a lui Ioan (Polirom, Iași, 2003);
- Captiv în lumea liberă - Theodor Cazaban în dialog cu Cristian Bădiliță (Echinox, Cluj, 2002);
- Apocalipsa lui Ioan în tradiția iudaică și creștină (Humanitas, București, 1998) - în colaborare cu Petru Creția;
- Eliadiana (Polirom, Iași, 1997);
- Întâlnirea cu sacrul: șapte interviuri cu și despre Mircea Eliade (în colaborare cu Paul Barbăneagră) (Echinox, Cluj, 1996); ediție revăzută și adăugită, Vremea, București, 2017);
- Socrate, omul. Chipul lui Socrate în dialogurile lui Platon (Humanitas, București, 1996);
- Miturile lui Platon (Humanitas, București, 1996).

### Traduceri comentate din greacă și latină
- Epistole: Sfantul Pavel 1 Telasoniceni; Pseudo-Pavel 2 Tesaloniceni (Vremea, București, 2022);
- Semnul lui Iona, ilustrații în imagini și cuvinte la Evanghelia după Matei (Tracus Arte, București, 2018);
- Noul Testament - Apocalipsa lui Ioan, ediție bilingvă, volumul VII (Vremea, București, 2018);
- Noul Testament - Evanghelistul Luca. Faptele apostolilor, ediție bilingvă, volumul VI (Vremea, București, 2017);
- Cele mai vechi texte despre Apostolul Andrei (Vremea, București, 2016);
- Evangheliar. Cele patru Evanghelii (Vremea, București, 2016);
- Noul Testament - Evanghelia dupa Luca, ediție bilingvă, volumul V (Vremea, București, 2016);
- Două Apocalipse ale lui Ioan, traduse și prezentate de Cristian Bădiliță, ilustrate de Marian Zidaru (Vremea, București, 2015)
- Cele mai vechi texte despre Apostolul Andrei, prezentate și traduse de Cristian Bădiliță, ilustrate de Marian Zidaru, (Vremea, București, 2015).
- Noul Testament - Evanghelia dupa Marcu, ediție bilingvă, volumul IV (Vremea, București, 2015);
- Noul Testament - Apocalipsa lui Ioan, ediție bilingvă, volumul III (Adevărul Holding, București, 2012);
- Noul Testament - Evanghelia după Ioan, ediție bilingvă, volumul II (Curtea Veche, București, 2010; ed. a II-a revizuită, Vremea, București, 2015);
- Noul Testament - Evanghelia după Matei, ediție bilingvă, volumul I (Curtea Veche, București, 2009);
- Trei romane mistice ale Antichității - Iosif și Aseneth, Testamentul lui Iov, Testamentul lui Avraam (Curtea Veche, București, 2008; ed. a II-a revizuită, Vremea, București, 2015);
- Patericul. Colecția alfabetică integrală (Polirom, 2003; ed. a III-a, Polirom, Iași, 2007);
- Trei apocrife ale Vechiului Testament (Polirom, Iași, 2000);
- Apocalipsa lui Pavel. Visio Sancti Pavli, ediție bilingvă, (Polirom, Iași, 1999) - în colaborare cu Smaranda Bădiliță; ed. a II-a revizuită, Vremea, București, 2011), ed. a III-a,  2016
- Evagrie Ponticul, Tratatul practic. Gnosticul (Polirom, Iași, 1997);
- Evanghelii apocrife (Humanitas, 1996; ed. a IV-a, Polirom, Iași, 2007);
- Septuaginta (vol. 1-6, 2004-2011) (cu Francisca Baltaceanu, Monica Brosteanu, Ioan-Florin Florescu):
  - Vol. 1. Geneza. Exodul. Leviticul. Numerii. Deuteronomul;
  - Vol. 2. Iisus Nave. Judecătorii. Ruth. 1-4 Regi;
  - Vol. 3. 1-2 Paralipomene. 1-2 Ezdra. Ester. Iudit. Tobit. 1-4 Macabei;
  - Vol. 4. Tomul 1. Psalmii. Odele. Proverbele. Ecleziastul. Cântarea Căntărilor;
  - Vol. 4. Tomul 2. Iov. Înțelepciunea lui Solomon. Înțelepciunea lui Iisus Sirah. Psalmii lui Solomon;
  - Vol. 5. Osea. Amos. Michea. Ioel. Abdias. Iona. Naum. Avacum. Sophonia. Aggeu. Zaharia. Malachia;
  - Vol. 6. Tomul 1. Isaia. Ieremia. Baruh. Plângeri. Epistola lui Ieremia;
  - Vol. 6. Tomul 2. Iezechiel. Suzana. Daniel. Bel și balaurul.

### Traduceri din italiană, franceză și spaniolă
- Juan Martin Velasco, Introducere în fenomenologia religiei (Presa Universitară Clujeană, 2022);
- Dante Alighieri, Divina comedie. Infernul (Vremea, București, 2021);
- Manuel García Morente, Faptul extraordinar. Experienta mistică a unui filozof contemporan (Grinta, Cluj-Napoca, 2015);
- Alain de Libera, Mistica renană (Amarcord, Timișoara, 1997);
- Juan Martin Velasco, Introducere în fenomenologia religiei (Polirom, Iasi, 1997);
- Bossuet, Sfintul Bernard de Clairvaux, Sfântul Francisc din Assisi, Sfânta Tereza din Avila (Amarcord, Timișoara, 1996);
- Henri Lehman et alii, Civilizațiile precolumbiene. Aztecii. Mayașii. Incașii (Humanitas, București, 1994)

### Varia
- Theodor Cazaban în dialog cu Cristian Badiliță. Captiv în lumea liberă (Echinox, Cluj, 2002; reedit. Editura Vremea, 2023);